# Botou
Bottou là một tổng Tapoa (tỉnh) ở phía đông Burkina Faso. Dân số năm 2006 là 46.898 người. Thủ phủ là thị xã Bottou.

## Các thị xã và làng xã
Affini, Bamini, Bossoangri, Boulel, Diagargou, Doubiti, Fantou, Fobri, Gangana, Garbongou, Kalayenou, Kankangou, Kogori, Koguini, Komonli, Koyenga, Kpengnoanfouangou, Mandiari, Nombiti, Partiaga, Pori, Tapoa-Diagbagbi và Tiantiabouli.